# Eritreia nos Jogos Olímpicos de Verão de 2024
Eritreia participou dos Jogos Olímpicos de Verão de 2024, realizados em Paris, na França. Foi a sétima aparição consecutiva do país nos Jogos Olímpicos de Verão desde a estreia em Sydney 2000.
Foi representado por onze atletas que competiram no atletismo, ciclismo e natação, mas nenhum conquistou medalhas.

## Competidores
Esta foi a participação por modalidade nesta edição:
| Esporte   | Masculino | Feminino | Total |
| --------- | --------- | -------- | ----- |
| Atletismo | 6         | 2        | 8     |
| Ciclismo  | 1         | 0        | 1     |
| Natação   | 1         | 1        | 2     |
| Total     | 8         | 3        | 11    |

## Desempenho

### Atletismo
- Q = Qualificado para a próxima fase
- q = Qualificado para a próxima fase como o perdedor mais rápido ou, em eventos de campo, pela posição sem atingir o alvo para qualificação
- N/A = Fase não aplicável para o evento
- Bye = Atleta não precisou disputar aquela fase

Masculino
Eventos de pista
| Atleta           | Evento   | Baterias | Baterias | Final       | Final       | Ref.   |
| Atleta           | Evento   | Tempo    | Pos.     | Tempo       | Pos.        | Ref.   |
| ---------------- | -------- | -------- | -------- | ----------- | ----------- | ------ |
| Aron Kifle       | 5000 m   | 14:16.77 | 7        | Não avançou | Não avançou | [ 5 ]  |
| Dawit Seare      | 5000 m   | 13:52.53 | 7 Q      | 13:31.50    | 19          | [ 6 ]  |
| Merhawi Mebrahtu | 10000 m  | N/A      | N/A      | 27:24.25    | 15          | [ 7 ]  |
| Samsom Amare     | Maratona | N/A      | N/A      | 2:08:56     | 10          | [ 8 ]  |
| Berhane Tesfay   | Maratona | N/A      | N/A      | 2:18:50     | 64          | [ 9 ]  |
| Henok Tesfay     | Maratona | N/A      | N/A      | 2:14:31     | 54          | [ 10 ] |

Feminino
Eventos de pista
| Atleta       | Evento   | Baterias | Baterias | Final   | Final | Ref.   |
| Atleta       | Evento   | Tempo    | Pos.     | Tempo   | Pos.  | Ref.   |
| ------------ | -------- | -------- | -------- | ------- | ----- | ------ |
| Rahel Daniel | 10000 m  | N/A      | N/A      | DNF     | DNF   | [ 11 ] |
| Dolshi Tesfu | Maratona | N/A      | N/A      | 2:36:30 | 58    | [ 12 ] |

### Ciclismo

#### Estrada
Masculino
| Atleta        | Evento             | Tempo    | Pos. | Ref.   |
| ------------- | ------------------ | -------- | ---- | ------ |
| Biniam Girmay | Corrida em estrada | 6:26.57  | 49   | [ 13 ] |
| Biniam Girmay | Contrarrelógio     | 40:20.65 | 29   | [ 13 ] |

### Natação
Masculino
| Atleta      | Evento     | Eliminatórias | Eliminatórias | Semifinal   | Semifinal   | Final       | Final       | Ref.   |
| Atleta      | Evento     | Tempo         | Pos.          | Tempo       | Pos.        | Tempo       | Pos.        | Ref.   |
| ----------- | ---------- | ------------- | ------------- | ----------- | ----------- | ----------- | ----------- | ------ |
| Aaron Owusu | 50 m livre | 24.25         | 51            | Não avançou | Não avançou | Não avançou | Não avançou | [ 14 ] |

Feminino
| Atleta         | Evento     | Eliminatórias | Eliminatórias | Semifinal   | Semifinal   | Final       | Final       | Ref.   |
| Atleta         | Evento     | Tempo         | Pos.          | Tempo       | Pos.        | Tempo       | Pos.        | Ref.   |
| -------------- | ---------- | ------------- | ------------- | ----------- | ----------- | ----------- | ----------- | ------ |
| Christina Rach | 50 m livre | 27.20         | 41            | Não avançou | Não avançou | Não avançou | Não avançou | [ 15 ] |